# Velike Loče
Velike Loče este o localitate din comuna Hrpelje-Kozina, Slovenia, cu o populație de 42 de locuitori.